# Terellia blanda
Terellia blanda är en tvåvingeart som först beskrevs av Richter 1975.  Terellia blanda ingår i släktet Terellia och familjen borrflugor.
Artens utbredningsområde är Mongoliet. Inga underarter finns listade i Catalogue of Life.